# Jogo do século (futebol)

Jogo do século é normalmente denominada a partida entre Itália e Alemanha, em disputa na semifinal da Copa de 1970. A Itália venceu ao final por 4-3, tendo sido este o único de todas as Copas do Mundo com cinco golos marcados na prorrogação.
A disputa foi realizada no dia 17 de Junho de 1970, no Estádio Azteca na Cidade do México, México.

## Campanhas
A campanha da Alemanha havia sido melhor na primeira fase, tendo conquistado três vitórias nos três jogos de seu grupo, contra Marrocos, Bulgária e Peru. Já a da italiana na primeira fase consistiu em uma vitória simples por 1-0 contra a Suécia e dois empates por 0-0 contra Uruguai e Israel. Se a Itália levava vantagem na defesa em relação ao adversário, a mesma teve um ataque muito inferior: marcou apenas um gol em três partidas, contra dez da Alemanha.
Nas quartas de final, a Itália mostrou bom futebol e venceu os donos da casa, o México por 4-1, enquanto a Alemanha bateu a Inglaterra por 3-2 após prorrogação (2-2 no tempo normal) e também se classificou.

## O jogo
A Itália mostrou-se melhor em quase todo o jogo, marcando seu gol com Roberto Boninsegna aos oito minutos do primeiro tempo. Mas depois de terminado todo o tempo regulamentar, Karl-Heinz Schnellinger empatou para a Alemanha nos acréscimos do segundo tempo.
Com quatro minutos jogados de primeiro tempo da prorrogação, Gerd Müller virou o jogo para a Alemanha. Tarcisio Burgnich, porém, empataria novamente ao marcar apenas quatro minutos depois. Seis minutos depois, já ao final do primeiro tempo da prorrogação, Luigi Riva virou o jogo para a Itália. Gerd Müller empatou novamente no início do segundo tempo, mas poucos lances depois a seleção italiana marcou o quarto, com Gianni Rivera, após finalizar desmarcado próximo à marca do pênalti, e garantir a vitória italiana por 3-2 (4-3 no agregado).
Entretanto, Franz Beckenbauer, jogador da Alemanha, havia sofrido dura falta e contundido a clavícula. Como sua equipe já havia realizado as substituições permitidas, não pôde deixar o jogo para outro jogador, e decidiu continuar na situação.

## Resumo
| 17 de junho de 1970 | Itália                                                 | 4–3                             | Alemanha Ocidental                  | Estadio Azteca, Cidade do México, México   |
| 16:00               | Boninsegna 8' · Burgnich 98' · Riva 104' · Rivera 111' | 1-1 3–2 (prorrogação) Relatório | Schnellinger 90' · Müller 94', 110' | Público: 102,444 Árbitro: Arturo Maldonado |

| Itália | Alemanha Ocidental |

| GK                   | 1  | Albertosi   |
| DF                   | 2  | Burgnich    |
| DF                   | 3  | Facchetti   |
| DF                   | 5  | Cera        |
| DF                   | 8  | Rosato 91'  |
| MF                   | 10 | Bertini     |
| MF                   | 15 | Mazzola 46' |
| MF                   | 16 | De Sisti    |
| FW                   | 13 | Domenghini  |
| FW                   | 20 | Boninsegna  |
| FW                   | 11 | Riva        |
| Substitutições:      |    |             |
| MF                   | 14 | Rivera 46'  |
| DF                   | 4  | Poletti 91' |
| Técnico:             |    |             |
| Ferruccio Valcareggi |    |             |

| GK              | 1  | Maier        |
| RB              | 7  | Vogts        |
| CB              | 15 | Patzke 66'   |
| CB              | 5  | Schulz       |
| LB              | 3  | Schnellinger |
| CM              | 4  | Beckenbauer  |
| CM              | 12 | Overath      |
| RW              | 20 | Grabowski    |
| CF              | 9  | Seeler       |
| CF              | 13 | Müller       |
| LW              | 17 | Löhr 52'     |
| Substitutições: |    |              |
| MF              | 14 | Libuda 52'   |
| MF              | 10 | Held 66'     |
| Técnico:        |    |              |
| Helmut Schön    |    |              |

| Árbitros Assistentes: Rafael Hormazabal Guillermo Velásquez |

## Sequência
A Alemanha Ocidental derrotou o Uruguai na disputa pelo terceiro lugar, por 1-0.
A Itália, depois do grande esforço para vencer a semifinal, foi derrotada pelo Brasil na Final, por 4-1. O Brasil tornou-se assim a primeira seleção a vencer três Copas do Mundo.
Um monumento comemorativo deste jogo foi adicionado à frente do Estádio Azteca. Em uma placa a seguinte frase foi gravada: 
"El Estadio Azteca rinde homenaje a las selecciones de: Italia (4) y Alemania (3), protagonistas en el Mundial de 1970, del 'Partido del Siglo' - 17 de junio de 1970". ("O Estádio Azteca presta homenagem às seleções de: Itália (4) e Alemanha (3), protagonistas na Copa do Mundo de 1970, do 'Jogo do Século' - 17 de junho de 1970".)